# Syneches medinai
Syneches medinai är en tvåvingeart som beskrevs av Wilder 1974. Syneches medinai ingår i släktet Syneches och familjen puckeldansflugor.
Artens utbredningsområde är Puerto Rico. Inga underarter finns listade i Catalogue of Life.